# Alexandre Borodianski
Alexandre Emmanouilovitch Borodianski (en russe : Александр Эммануилович Бородянский), né le 3 février 1944 à Vorkouta, République socialiste soviétique autonome des Komis (République socialiste fédérative soviétique de Russie) est un scénariste et réalisateur soviétique et russe.

## Biographie
Fils d'Emmanuel Iakovlevitch Borodianski, un agent du NKVD, Alexandre naît à Vorkouta. En 1973, il sort diplômé de l'Institut national de la cinématographie (classe d'Ilya Weisfeld et de Vera Touliakova) et travaille pendant trois ans comme rédacteur dans l'un des départements de Mosfilm.
En 1980, il écrit le scénario en collaboration avec Karen Chakhnazarov, pour le film les Dames invitent les hommes, ainsi commence une collaboration qui durera 40 ans.  

## Filmographie

### Comme scénariste
- 1975 : Afonia de Gueorgui Danielia
- 1981 : Âme (Doucha) d'Alexandre Stefanovitch (ru)
- 1983 : Nous venons du jazz de Karen Chakhnazarov
- 1983 : Soir d'hiver à Gagra de Karen Chakhnazarov
- 1985 : One Second for a Feat d'Eldor Ourazbaïev
- 1986 : Le Coursier de Karen Chakhnazarov
- 1988 : Déjà vu de Juliusz Machulski
- 1988 : La Ville zéro de Karen Chakhnazarov
- 1991 : L'Assassin du tsar de Karen Chakhnazarov
- 1995 : La Fille américaine de Karen Chakhnazarov
- 1998 : Le Jour de la pleine lune (ru) de Karen Chakhnazarov
- 2001 : Les Poisons, ou Histoire mondiale de l'empoisonnement de Karen Chakhnazarov
- 2002 : L'Étoile de Nikolaï Lebedev
- 2007 : Georg de Peeter Simm
- 2008 : Les Ombres de Fabergé
- 2009 : La Salle no 6 de Karen Chakhnazarov
- 2012 : Le Tigre blanc de Karen Chakhnazarov

## Récompenses et distinctions
- 1998 : Prix Nika du meilleur scénario pour Le Jour de la pleine lune (ru) de Karen Chakhnazarov
- 2001 : Ordre de l'Amitié